# Atelognathus praebasalticus
Atelognathus praebasalticus es una especie  de anfibios de la familia Batrachylidae.

## Distribución geográfica y hábitat
Es endémica de la provincia de Neuquén (Argentina). Su rango altitudinal oscila entre 1000 y 1500 m s. n. m..

## Estado de conservación
Se encuentra amenazada de extinción por la pérdida de su hábitat natural.